# Vraňany
Vraňany település Csehországban, a Mělníki járásban. Vraňany Všestudy, Spomyšl, Nová Ves, Lužec nad Vltavou, Ledčice, Vojkovice és Jeviněves településekkel határos. Lakosainak száma 1000 fő (2024. január 1.).

## Népesség
A település lakosságának változását az alábbi diagram mutatja:
| Lakosok száma | 753  | 924  | 984  | 1001 | 864  | 843  | 904  | 901  | 929  | 1000 |
|               | 1869 | 1890 | 1921 | 1950 | 1980 | 2001 | 2017 | 2019 | 2022 | 2024 |